# آی‌پد ایر (نسل دوم)
آیپد ایر ۲ (به انگلیسی: iPad Air 2) ششمین نسل از آیپدها است، که توسط شرکت اپل طراحی شده‌است. آیپد ایر ۲ در ۱۶ اکتبر ۲۰۱۴ همراه با آی‌پد مینی ۳ معرفی شد. این آیپد دارای حسگر اثر انگشت تاچ‌آیدی است و در مقایسه با نسل قبلی خود، طراحی ای ظریف تر نیز دارد.

## طراحی
ضخامت آی‌پد ایر ۲‎کاهشی ۱۸٪ نسبت به نسل قبلی خود یعنی آی‌پد ایر داشته‌است، یعنی ضخامت آن از ۷٫۵ به ۶٫۱ میلی‌متر رسیده‌است که به این خاطر نازک‌ترین تبلت دنیا شناخته می‌شود. وزن این آی‌پد به حدی کاهش داشته که می‌توان آن را با یک دست نگه داشت و جابجا کرد. وزن آن کمتر از یک پوند یعنی دقیقاً۰٫۹۱ پوند که معادل ۴۳۵ گرم است. آی‌پد ایر ۲ در رنگ‌های خاکستری، نقره‌ای و مانند آیفونها در رنگ طلایی نیز تولید می‌شود.
اپل، فاصلهٔ بین ال‌سی‌دی، تاچ سنسور و شیشه را از بین برده و همهٔ آن‌ها را در یک لایه گنجانده است. بعلاوه پوششی ضد انعکاسی نیز به آن افزوده تا صفحه نمایش عملکرد خوبی در زیر آفتاب داشته باشد و به راحتی بتوان صفحه را دید. در نتیجه رنگ‌ها در این آی‌پد غنی‌تر، واضح تر و روشن‌تر هستند. به گفته اپل این لایه ۵۶ درصد از میزان انعکاس می‌کاهد. با کاهش فاصله صفحه نمایش تا چشمان کاربر (و در نتیجه کاهش فاصله از انگشتان)، حساسیت نیز افزایش یافته و برای اعمالی مانند وب گردی، بازی کردن و مشاهده تصاویر و ویدیوها کاملاً مناسب است.

## دوربین
این دستگاه لنز ۸ مگاپیکسلی iSight را دارا می‌باشد. همچنین این دوربین گشادگی f/2.4 را دارد و قابلیت فیلم برداری ۱۰۸۰ پی را داراست.
شما می‌توانید با این دستگاه تصاویر پانورامایی ۸ مگاپیکسلی بگیرید که این امکان قبلاً میسر نبود. فیلم برداری به صورت تایم لیپس یا اسلوموشون هم به این نسل از آیپدها اضافه شده که قبلاً و در آیپدهای قبلی نبود. (قابلیت تایم لیپس همگام با عرضه آی او اس ۸ برای تمام آی دیوایس‌ها عرضه شد)
دوربین جلوی این دستگاه هم قوی تر شده و سنسوری جدیدتر دارد و گشادگی f/2.2 را داراست که ۸۱ درصد نور بیشتری را جذب می‌کند.

## تغییرات سخت‌افزاری
آیپد ایر ۲ به اپل A8X مجهز شده‌است که از یک چیپ ۳هسته‌ای با فرکانس کاری۱٫۵گیگاهرتزی بهره میبردکه از معماری ۶۴ بیتی استفاده می‌کند و ۴۰ درصد سرعت بیشتر نسبت به نسل قبلی را داراست. همچنین این چیپ از لحاظ گرافیکی ۱۸۰ بار از نسل قبل بهتر عمل می‌کند! همچنین این دستگاه به چیپ کمکی اپل M8 که یک چیپ حرکتی است مجهز گشته که به کمک آن می‌تواند تمام حرکات شما را ثبت کند. البته این قابلیت به کمک چیپ اپل M7 و در نسخه پیشین آیپد یعنی آیپد ایر هم میسر بود.
وای فای این نسل هم پیشرفت‌هایی داشته و طی آن ۲٫۸ برابر سریع تر شده‌است و تا ۸۶۶ مگابیت سرعت خواهد داشت و همچنین تا ۱۵۰ مگابیت هم سرعت تحت شبکه LTE خواهد داشت.

## قیمت و مدل‌ها
آیپد ایر ۲ مانند آیفون ۶ و آیفون ۶ پلاس در سه مقدار حافظه ۱۶، ۶۴، ۱۲۸ گیگابایت عرضه خواهد شد که قیمت‌های نسخه‌های متفاوت آن‌ها به شرح زیر است:
نسخه وای فای:
- ۱۶ گیگابایت - ۴۹۹ دلار
- ۶۴ گیگابایت - ۵۹۹ دلار
- ۱۲۸ گیگابایت - ۶۹۹ دلار

نسخه سیم کارت دار:
- ۱۶ گیگابایت - ۶۲۹ دلار
- ۶۴ گیگابایت - ۷۲۹ دلار
- ۱۲۸ گیگابایت - ۸۲۹ دلار